# George Dalgarno

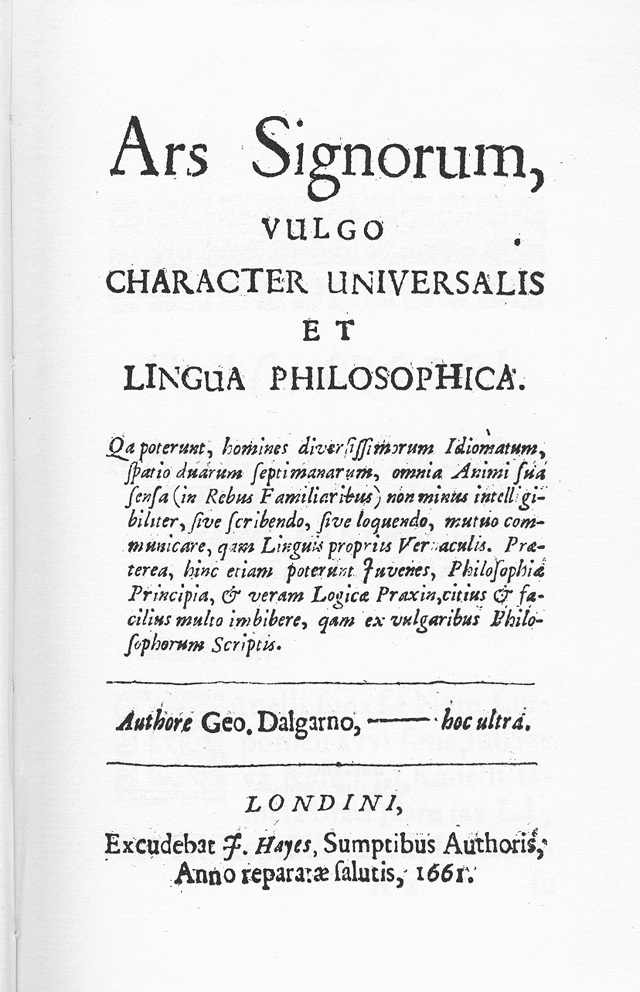
Portada del libro de Dalgarno Ars signorum (1661).

George Dalgarno (1626 - 1687) fue un lingüista y filósofo escocés.
Pasó la mayor parte de su vida enseñando gramática en una escuela privada en Oxford, pese a lo cual estuvo en contacto con los principales intelectuales oxonienses de la época, como John Wilkins, Francis Lodwick y Robert Boyle.
Fue autor de una lengua sintética que presentó en su libro Ars signorum (1661), así como de la obra Didascalocophus (1680).
Según varios investigadores (como William F. Friedman, John Tiltman y otros), el Manuscrito Voynich parece haber sido escrito en algún tipo de lengua sintética como la descrita por Dalgarno.
- Datos: Q3101523